# قانون (فیلم ۱۹۸۲)
شکتی (به هندی: शक्ति) (به معنای قدرت) که در ایران با نام قانون به نمایش درآمده و معروف است، فیلمی محصول ۱۹۸۲ بالیود با کارگردانی رامش سیپی و با بازیگری دیلیپ کومار، آمیتا باچان، راکهی، سمیتا پاتیل و امریش پوری است.
این فیلم توسط سلیم جاوید نوشته شد.
این فیلم اولین و تنها فیلم مشترک دیلیپ کومار و آمیتا باچان است.

## داستان
اشوینی کومار (دیلیپ کومار) کمیسر بازنشسته، در ایستگاه راه‌آهن منتظر نوه نوجوان خود راوی (آنیل کاپور) است.
پدربزرگ از نوه‌اش می‌پرسد که در آینده می‌خواهد چه کاره شود، راوی بی‌درنگ در پاسخ می‌گوید که درست مانند پدربزرگش می‌خواهد افسر پلیس شود و به کشورش خدمت کند. کومار به او می‌گوید که زندگی شخصی پلیس با چالش‌های بسیاری همراه است و بنابراین او باید در تصمیم خود تجدید نظر کند.
کومار شروع می‌کند به روایت زندگی خود…

## در ایران
این فیلم در سال ۱۳۶۳ در ایران دوبله و با نام قانون به نمایش درآمد.

## بازیگران و صداپیشگان
| شخصیت         | بازیگر            | صداپیشه         |
| ------------- | ----------------- | --------------- |
| اشوینی کومار  | دیلیپ کومار       | منوچهر اسماعیلی |
| ویجی کومار    | آمیتاب باچان      | خسرو خسروشاهی   |
| شیتل کومار    | راکهی گلزار       | رفعت هاشم پور   |
| روما دیوی     | اسمیتا پاتیل      | شهلا ناظریان    |
| جی کی ورما    | آمریش پوری        | حسین معمارزاده  |
| کی دی نارانگ  | کولبوشان کارباندا | اکبر منانی      |
| رئیس پلیس     | آشوک کومار        | پرویز ربیعی     |
| بازرس ساداکار | ویکاس آنند        | بهرام زند       |
| گانپت رای     | دالیپ تاهیل       | تورج مهرزادیان  |
| یاشوانت       | گوگا کاپور        | پرویز ربیعی     |
| راوی کومار    | آنیل کاپور        | منصور غزنوی     |